# Giuseppe Milesi Pironi Ferretti
Pour les articles homonymes, voir Ferretti.
Giuseppe Milesi Pironi Ferretti  (né le 9 mars 1817 à Ancône, dans l'actuelle province éponyme, dans les Marches, alors dans les États pontificaux et mort le 2 août 1873 à Rome) est un cardinal italien du XIXe siècle. 

## Biographie
Giuseppe Milesi Pironi Ferretti exerce diverses fonctions au sein de la Curie romaine, notamment comme ministre de commerce, des arts et des travaux publics des États pontificaux en 1854-1858.
Le pape Pie IX le crée cardinal lors du consistoire du 15 mars 1858. 
Le cardinal Milesi Pironi Ferretti participe au concile de Vatican I en 1869-1870. Il est président du conseil suprême de commerce et travaux publics, légat apostolique à Bologne en 1858-1859, président du conseil pour le subsidiorum procurandorum et camerlingue du Sacré Collège en 1869-1870.

## Sources
- Fiche du cardinal Giuseppe Milesi Pironi Ferretti sur le site fiu.edu